# Riechedly Bazoer
Riechedly Bazoer (Utrecht, 12 oktober 1996) is een Nederlands betaald voetballer van Curaçaose afkomst en speelt voornamelijk als middenvelder of verdediger. In 2015 debuteerde hij in het Nederlands elftal. Bazoer stapte in de zomer van 2022 transfervrij over naar AZ.

## Clubcarrière

### Jeugd
Bazoer begon met voetballen bij USV Elinkwijk in zijn geboortestad Utrecht. In 2006 maakte hij de overstap naar PSV, waar hij de jeugdopleiding doorliep tot de B-jeugd en uitgroeide tot jeugdinternational.
Na zijn zestiende verjaardag begon Marcel Brands, namens PSV, onderhandelingen over een profcontract. Tijdens deze onderhandelingen, waarbij Bazoer zich liet bijstaan door het sportmanagementbureau Forza Sports Group, bleken ook Manchester City en AFC Ajax Bazoer te willen vastleggen. In november 2012 tekende hij een contract bij Ajax. Dit tot ontsteltenis van PSV dat Ajax verweet achter hun rug om gehandeld te hebben en Bazoer dat hij deze beslissing buiten de club om had genomen en zelfs zijn trainers Phillip Cocu en Chris van der Weerden niet had ingelicht. Ajax gaf echter aan dat Bazoer zelf van club wilde wisselen, zodat Ajax vrij was hem te contracteren. Bazoer gaf aan enkel om sportieve redenen de overstap te hebben gemaakt. Ajax betaalde PSV uiteindelijk slechts de opleidingskosten, die gesteld werden op 75 duizend euro, 12,5 duizend euro per genoten opleidingsjaar.
Direct gevolg van de overstap was dat Bazoer in het seizoen 2012-2013 geen officiële wedstrijden meer mocht spelen, aangezien de overschrijving van een amateurvoetballer enkel in de zomerstop mogelijk is. De KNVB liet hierop weten dat Bazoer ook niet meer geselecteerd zou worden voor vertegenwoordigende elftallen. Tevens laakte de KNVB de rol van de Forza Sports Group, die niet in het belang van de speler gehandeld zou hebben om op dat moment in het seizoen een overgang te forceren. PSV gaf Bazoer wel toestemming om trainingen te volgen bij Ajax en vriendschappelijke wedstrijden te spelen.

### AFC Ajax

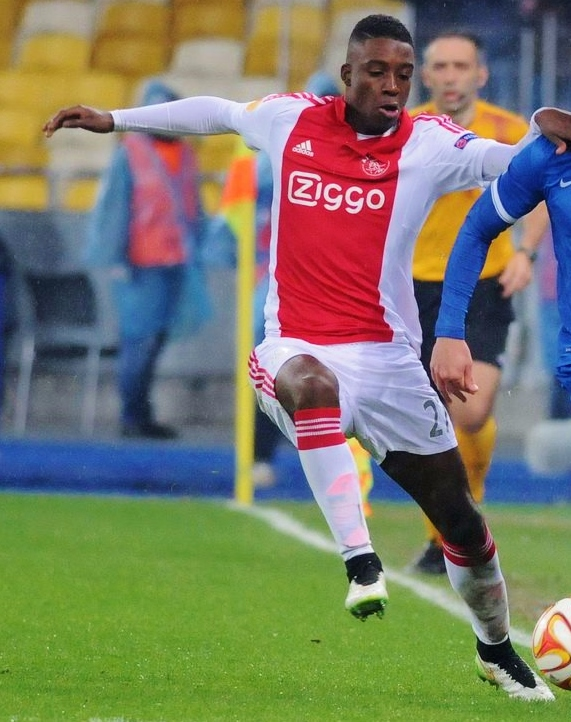
Bazoer tijdens Dnjepr–Ajax (1-0), 12 maart 2015.

In het seizoen 2012-2013 mocht Bazoer, vanwege zijn tussentijdse overstap van PSV, geen officiële wedstrijden spelen voor AFC Ajax. In de aanloop van het seizoen 2013/2014 mocht hij zich aansluiten bij het eerste elftal om zich te bewijzen. Op 29 juni 2013 maakte hij zijn officieuze debuut voor Ajax 1 in een vriendschappelijke wedstrijd tegen SDC Putten. Toch werd Bazoer in eerste instantie bij Jong Ajax ingedeeld, dat was toegetreden tot de Jupiler League. Op 5 augustus 2013 debuteerde Bazoer voor Jong Ajax in het betaald voetbal in een wedstrijd tegen Telstar. Riechedly Bazoer werd door Frank de Boer opgenomen in de 18-koppige selectie die 8 mei 2014 vertrekt naar Indonesië voor twee oefenwedstrijden, als afsluiting van het seizoen 2013/14, tegen Persija Jakarta en Persib Bandung.
Op 27 oktober 2014, een dag voor de KNVB beker uitwedstrijd tegen SV Urk, maakte Frank de Boer bekend dat Bazoer behoorde tot de 17-koppige selectie voor de wedstrijd tegen Urk. Dit was voor Bazoer de eerste keer dat hij werd opgenomen in een wedstrijdselectie van de hoofdmacht van Ajax. In de wedstrijd, die met 4-0 werd gewonnen, maakte Bazoer zijn officiële debuut in de hoofdmacht van Ajax. Hij speelde de volledige 90 minuten. Bazoer maakte op 24 november 2014 zijn eerste officiële doelpunt in het betaald voetbal voor Jong Ajax in de Eerste Divisie thuiswedstrijd tegen N.E.C. die in 1-1 eindigde.
Op 6 december 2014, in de thuiswedstrijd tegen Willem II die met 5-0 werd gewonnen, maakte Bazoer zijn Eredivisiedebuut. Na 65 minuten kwam hij in het veld voor Lucas Andersen. Op 15 februari 2015 maakte hij zijn eerste doelpunt in de Eredivisie. In de met 4-2 gewonnen thuiswedstrijd tegen FC Twente maakte hij in de vijftiende minuut de 2-1. Bazoer groeide na de winterstop uit tot een vaste waarde op het middenveld van Ajax. In de voorbereiding op het seizoen 2015/16 kreeg Bazoer rugnummer 6 toegewezen.
Tijdens de transferperiode in januari 2016 probeerde Napoli hem los te weken bij Ajax. Napoli had ruim 25 miljoen euro over voor Bazoer die het aanbod van de hand wees omdat hij liever bij Ajax wilde blijven.
Tijdens de wedstrijd tussen Ajax en ADO Den Haag op 17 januari 2016 lieten Haagse supporters oerwoudgeluiden horen op het moment dat Bazoer aan de bal was. De KNVB besloot hierop een aanklacht in te dienen. Een week later wist Bazoer in de thuiswedstrijd tegen Vitesse de snelste goal in de Amsterdam Arena ooit te maken. Het kostte Bazoer slechts 26 seconden. De goal van Bazoer was de enige goal van de wedstrijd. Op 7 februari 2016 werd hij matchwinner in De Klassieker die gespeeld werd in de Amsterdam Arena. Bij een 1-1 tussenstand zorgde Bazoer in de 65e minuut voor het winnende doelpunt. Aan het einde van het seizoen verloor Bazoer zijn vorm waardoor De Boer besloot hem te passeren ten faveure van Thulani Serero. Aan het einde van het seizoen werd hij door de supporters echter wel verkozen tot talent van het jaar.
In het seizoen 2016/17 kwam Bazoer op de reservebank terecht. De nieuwe Ajax-trainer Peter Bosz gaf de voorkeur aan andere middenvelders. Hierna zette Bazoer in op een transfer, waaraan Ajax haar medewerking verleende.

### VfL Wolfsburg
Op 14 december 2016 tekende Bazoer een contract van 1 januari 2017 tot medio 2021 bij VfL Wolfsburg, waar hij ploeggenoot zou worden van onder anderen landgenoot Jeffrey Bruma. Met de overgang zou zo'n twaalf miljoen euro gemoeid zijn. Bazoer maakte op 7 februari 2017 zijn debuut voor Wolfsburg, tijdens een met 1–0 verloren wedstrijd in het toernooi om de DFB-Pokal uit bij FC Bayern München. In twee jaar wist hij echter nooit door te breken in de basiself van Wolfsburg.

### FC Porto
In augustus 2018 werd Bazoer verhuurd aan FC Porto. Hier werd hij in december door trainer Sérgio Conceição buiten de selectie geplaatst, door een gebrek aan discipline. Hij speelde slechts drie wedstrijden voor Porto, waarin hij eenmaal scoorde. 

### FC Utrecht
In januari 2019 tekende Bazoer op huurbasis een halfjarig contract bij FC Utrecht. Dick Advocaat was toen zijn trainer. Hier maakte hij op 27 januari zijn debuut, in de met 1-0 verloren wedstrijd tegen Willem II. In zijn tweede wedstrijd tegen PEC Zwolle pakte hij in de blessuretijd een directe rode kaart doordat hij als wissel een duw gaf aan de vierde official. Hij werd hiervoor drie wedstrijden geschorst. Bij zijn rentree op 2 maart tegen Heracles Almelo scoorde hij zijn eerste goal voor Utrecht en gaf hij een assist in een 5-1 overwinning. Op 3 maart scoorde hij twee goals in een doelpuntenfestijn tegen VVV-Venlo (6-2 overwinning).

### Vitesse
In de zomer van 2019 maakte Bazoer de overstap naar Vitesse; de verdedigende middenvelder tekende een driejarig contract. Bazoer maakte zijn debuut voor zijn nieuwe werkgever op zaterdag 3 augustus, toen hij in basis begon in de competitiewedstrijd tegen Ajax (2-2). Hij stond nog geen 55 minuten op het veld toen hij zijn eerste doelpunt maakte. Daarentegen moest Bazoer tijdens zijn debuutwedstrijd in de tweede helft met twee gele kaarten van het veld. In oktober werd hij na een incident op de training tijdelijk uit de selectie gezet. Onder trainer Thomas Letsch groeide Bazoer uit tot smaakmaker. De Duitse trainer van Vitesse positioneerde Bazoer op de positie van centrale verdediger. In het seizoen 2020/21 werd Vitesse vierde in de competitie en behaalde de club de bekerfinale, die verloren werd van AFC Ajax (2-1). Aan het einde van het seizoen werd hij door Voetbal International verkozen tot speler van het jaar. Vitesse wist in het seizoen erna zich te plaatsen voor de groepsfase van de UEFA Europa Conference League, door twee voorrondes te winnen van Dundalk en Anderlecht. Op 21 oktober 2021 zorgde Vitesse voor een zeer grote stunt door met 1–0 te winnen van Tottenham Hotspur. Met tien punten uit zes wedstrijden werd Vitesse tweede in de groep, waarmee het Europees overwinterde.
In de loop van het seizoen 2021/22 werd duidelijk dat Bazoer zijn aflopende contract niet zou gaan verlengen. Dit aangezien hij op zoek is naar een stap hogerop.

### AZ
Waar vele clubs eind juni al aan hun voorbereiding waren begonnen, had Bazoer nog geen nieuwe club weten te vinden. Daardoor hield hij zijn conditie op peil bij Jong FC Utrecht. Per 1 augustus 2022, transfer deadlineday, tekende hij een contract voor drie seizoenen bij AZ in Alkmaar. Waar hij bij Vitesse drie seizoenen centrale verdediger, werd bij AZ al gauw duidelijk dat hij zich moest richten op het middenveld. Daar was hij reserve achter het vaste trio Tijjani Reijnders, Dani de Wit en Jordy Clasie. Op 11 augustus maakte Bazoer zijn debuut voor AZ in de UEFA Conference League-kwalificatiewedstrijd tegen Dundee United (7-0 overwinning).

## Clubstatistieken
Beloften
| Seizoen         | Club            | Competitie      | Competitie | Competitie |
| Seizoen         | Club            | Competitie      | Wed.       | Dlp.       |
| --------------- | --------------- | --------------- | ---------- | ---------- |
| 2013/14         | Jong Ajax       | Eerste divisie  | 21         | 0          |
| 2014/15         | Jong Ajax       | Eerste divisie  | 13         | 1          |
| 2018/19         | FC Porto B      | Liga Portugal 2 | 2          | 0          |
| Beloften totaal | Beloften totaal | Beloften totaal | 36         | 1          |

Senioren
| Seizoen                      | Club            | Competitie      | Competitie | Competitie | Beker | Beker | Internationaal | Internationaal | Overig | Overig | Totaal | Totaal |
| Seizoen                      | Club            | Competitie      | Wed.       | Dlp.       | Wed.  | Dlp.  | Wed.           | Dlp.           | Wed.   | Dlp.   | Wed.   | Dlp.   |
| ---------------------------- | --------------- | --------------- | ---------- | ---------- | ----- | ----- | -------------- | -------------- | ------ | ------ | ------ | ------ |
| 2014/15                      | Ajax            | Eredivisie      | 17         | 1          | 1     | 0     | 4              | 1              | 0      | 0      | 22     | 2      |
| 2015/16                      | Ajax            | Eredivisie      | 29         | 5          | 2     | 0     | 8              | 0              | —      | —      | 39     | 5      |
| 2016/17                      | Ajax            | Eredivisie      | 5          | 0          | 2     | 1     | 3              | 0              | —      | —      | 10     | 1      |
| 2016/17                      | VfL Wolfsburg   | Bundesliga      | 12         | 0          | 1     | 0     | —              | —              | 0      | 0      | 13     | 0      |
| 2017/18                      | VfL Wolfsburg   | Bundesliga      | 13         | 0          | 1     | 0     | —              | —              | 0      | 0      | 14     | 0      |
| 2018/19                      | → FC Porto      | Primeira Liga   | 0          | 0          | 1     | 0     | 1              | 0              | 1      | 1      | 3      | 1      |
| 2018/19                      | → FC Utrecht    | Eredivisie      | 12         | 3          | 0     | 0     | —              | —              | 2      | 0      | 14     | 3      |
| 2019/20                      | Vitesse         | Eredivisie      | 22         | 3          | 3     | 0     | —              | —              | 0      | 0      | 25     | 3      |
| 2020/21                      | Vitesse         | Eredivisie      | 29         | 5          | 5     | 0     | —              | —              | 0      | 0      | 34     | 5      |
| 2021/22                      | Vitesse         | Eredivisie      | 26         | 1          | 3     | 0     | 12             | 0              | 4      | 1      | 45     | 2      |
| 2022/23                      | AZ              | Eredivisie      | 16         | 0          | 1     | 0     | 8              | 0              | 0      | 0      | 25     | 0      |
| 2023/24                      | AZ              | Eredivisie      | 25         | 0          | 3     | 0     | 9              | 0              | 0      | 0      | 37     | 0      |
| Senioren totaal              | Senioren totaal | Senioren totaal | 206        | 18         | 23    | 1     | 45             | 1              | 7      | 2      | 281    | 22     |
| Carrièretotaal               | Carrièretotaal  | Carrièretotaal  | 242        | 19         | 23    | 1     | 45             | 1              | 7      | 2      | 317    | 23     |
| Bijgewerkt op 10 april 2024. |                 |                 |            |            |       |       |                |                |        |        |        |        |

## Interlandcarrière

### Jeugdelftallen
Met het jeugdteam voor spelers onder 17 jaar nam Bazoer deel aan het EK in 2012 voor spelers onder 17 dat in Slovenië werd gehouden. Op dit EK speelde Bazoer alle wedstrijden mee. Met Nederland −17 bereikte hij de finale waarin de leeftijdsgenoten van Duitsland na strafschoppen werden verslagen. Zijn eerste doelpunt als jeugdinternational maakte hij in het team voor spelers onder 17 jaar. Dit deed hij in een EK-kwalificatiewedstrijd op 28 oktober 2012 tegen België. De wedstrijd tegen België was tevens zijn laatste wedstrijd voor Nederland −17, door zijn transfer naar Ajax midden in het seizoen mocht Bazoer geen officiële wedstrijden meer spelen voor de KNVB omdat jeugdvoetballers bij de KNVB vallen onder het amateurreglement en er geen overschrijvingsperiode is in de winterstop. Met de start van het seizoen 2013/14 was Bazoer weer speelgerechtigd waardoor hij weer uit mag komen voor zijn club en de nationale (jeugd)elftallen. Op 29 augustus 2013 maakte bondscoach Wim van Zwam bekend dat Bazoer behoort tot de selectie van Nederland −19 voor de oefenwedstrijden met Duitsland −19 en Italië −19. Op 6 september 2013 maakte Bazoer zijn debuut voor Nederland −19 in de vriendschappelijke wedstrijd tegen Duitsland −19 die met 6-1 verloren ging. In de EK-kwalificatiewedstrijd tegen Noorwegen −19 zorgde Bazoer met zijn eerste doelpunt voor −19 in de 80e minuut dat Nederland met 1-1 gelijk speelde. In 2015 speelde Bazoer nog twee kwalificatiewedstrijden mee bij Jong Oranje.
| Jeugdinterlands van Riechedly Bazoer | Jeugdinterlands van Riechedly Bazoer | Jeugdinterlands van Riechedly Bazoer | Jeugdinterlands van Riechedly Bazoer | Jeugdinterlands van Riechedly Bazoer | Jeugdinterlands van Riechedly Bazoer |
| Team (№ interlands)                  | Datum                                | Wedstrijd                            | Uitslag                              | Soort Wedstrijd                      | Doelpunten                           |
| Als speler bij PSV                   | Als speler bij PSV                   | Als speler bij PSV                   | Als speler bij PSV                   | Als speler bij PSV                   | Als speler bij PSV                   |
| ------------------------------------ | ------------------------------------ | ------------------------------------ | ------------------------------------ | ------------------------------------ | ------------------------------------ |
| Onder 15 (1.)                        | 12 april 2011                        | Nederland - Slowakije                | 1 – 0                                | Vriendschappelijk                    |                                      |
| Onder 15 (2.)                        | 14 april 2011                        | Nederland - Slowakije                | 2 – 0                                | Vriendschappelijk                    |                                      |
| Onder 16 (1.)                        | 25 oktober 2011                      | Peru - Nederland                     | 0 – 1                                | Tournoi Val de Marne 2011            |                                      |
| Onder 16 (2.)                        | 29 oktober 2011                      | Nederland - Verenigde Staten         | 1 – 3                                | Tournoi Val de Marne 2011            |                                      |
| Onder 16 (3.)                        | 3 februari 2012                      | Nederland - Portugal                 | 2 – 0                                | Int. jeugdtoernooi Portugal 2012     |                                      |
| Onder 16 (4.)                        | 7 februari 2012                      | Italië - Nederland                   | 2 – 1                                | Torneio Int. de Santarém 2012        |                                      |
| Onder 17 (1.)                        | 29 februari 2012                     | België - Nederland                   | 1 – 2                                | Vriendschappelijk                    |                                      |
| Onder 17 (2.)                        | 22 maart 2012                        | Nederland - Albanië                  | 4 – 0                                | EK-kwalificatie Slovenië '12         |                                      |
| Onder 17 (3.)                        | 24 maart 2012                        | Ierland - Nederland                  | 1 – 2                                | EK-kwalificatie Slovenië 2012        |                                      |
| Onder 17 (4.)                        | 4 mei 2012                           | Slovenië - Nederland                 | 1 – 3                                | EK Slovenië 2012 groepsfase          |                                      |
| Onder 17 (5.)                        | 7 mei 2012                           | Nederland - België                   | 0 – 0                                | EK Slovenië 2012 groepsfase          |                                      |
| Onder 17 (6.)                        | 10 mei 2012                          | Nederland - Polen                    | 0 – 0                                | EK Slovenië 2012 groepsfase          |                                      |
| Onder 17 (7.)                        | 13 mei 2012                          | Nederland - Georgië                  | 2 – 0                                | EK Slovenië 2012 halve finale        |                                      |
| Onder 17 (8.)                        | 16 mei 2012                          | Duitsland - Nederland                | 1 – 1 4 – 5 wns                      | EK Slovenië 2012 finale              |                                      |
| Onder 17 (9.)                        | 12 september 2012                    | Duitsland - Nederland                | 2 – 0                                | Vier-Nationen-Turnier                |                                      |
| Onder 17 (10.)                       | 17 september 2012                    | Italië - Nederland                   | 0 – 1                                | Vier-Nationen-Turnier                |                                      |
| Onder 17 (11.)                       | 23 oktober 2012                      | Nederland - Letland                  | 2 – 1                                | EK-kwalificatie Slowakije 2013       |                                      |
| Onder 17 (12.)                       | 25 oktober 2012                      | Litouwen - Nederland                 | 0 – 0                                | EK-kwalificatie Slowakije 2013       |                                      |
| Onder 17 (13.)                       | 28 oktober 2012                      | Nederland - België                   | 2 – 1                                | EK-kwalificatie Slowakije 2013       | 64'                                  |
| Als speler bij Ajax                  |                                      |                                      |                                      |                                      |                                      |
| Onder 19 (1.)                        | 06 september 2013                    | Nederland - Duitsland                | 1 – 6                                | Vriendschappelijk                    |                                      |
| Onder 19 (2.)                        | 10 september 2013                    | Nederland - Italië                   | 1 – 1                                | Vriendschappelijk                    |                                      |
| Onder 19 (3.)                        | 13 november 2013                     | Nederland - Moldavië                 | 3 – 0                                | EK kwalificatie 2014                 |                                      |
| Onder 19 (4.)                        | 15 november 2013                     | Nederland - Wales                    | 0 – 0                                | EK kwalificatie 2014                 |                                      |
| Onder 19 (5.)                        | 18 november 2013                     | Georgië - Nederland                  | 2 – 1                                | EK kwalificatie 2014                 |                                      |
| Onder 19 (6.)                        | 14 november 2014                     | Schotland – Nederland                | 1 – 1                                | Vriendschappelijk                    |                                      |
| Onder 19 (7.)                        | 18 november 2014                     | Nederland – België                   | 3 – 1                                | Vriendschappelijk                    |                                      |
| Onder 19 (8.)                        | 26 maart 2015                        | Nederland – Servië                   | 1 – 0                                | EK-kwalificatie 2015                 |                                      |
| Onder 19 (9.)                        | 28 maart 2015                        | Nederland – Noorwegen                | 1 – 1                                | EK kwalificatie 2015                 | 80'                                  |
| Onder 19 (10.)                       | 31 maart 2015                        | Nederland – Zwitserland              | 4 – 0                                | EK kwalificatie 2015                 |                                      |
| Onder 21 (1.)                        | 4 september 2015                     | Nederland – Cyprus                   | 4 – 0                                | EK kwalificatie 2017                 | 53'                                  |
| Onder 21 (2.)                        | 8 september 2015                     | Turkije – Nederland                  | 0 – 1                                | EK kwalificatie 2017                 |                                      |

### Nederland

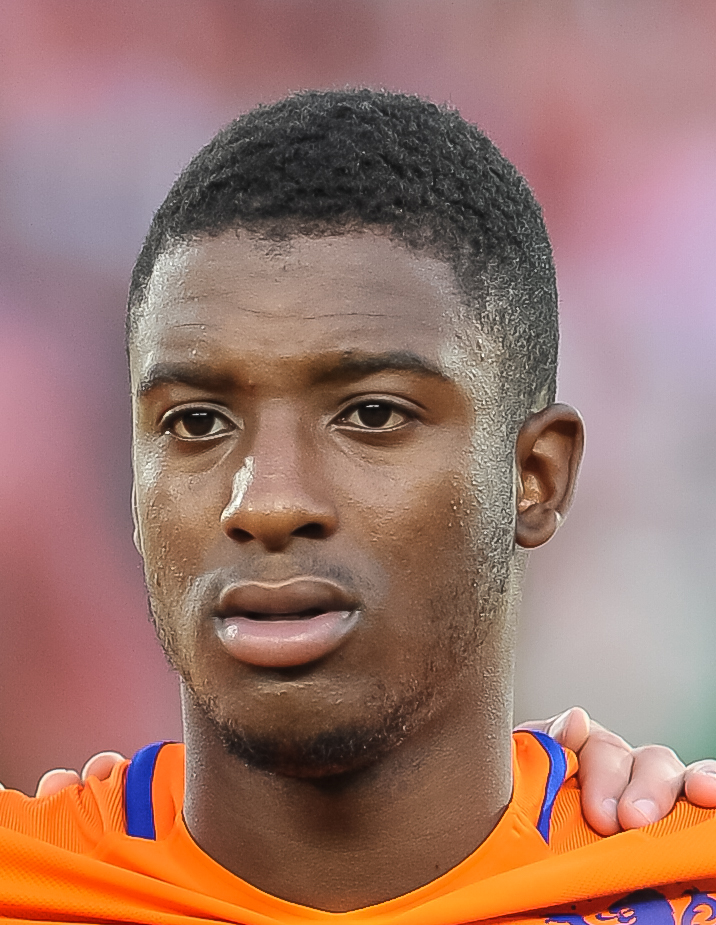
Bazoer bij het Nederlands elftal in 2016

Op 4 oktober 2015 maakte bondscoach Danny Blind bekend dat Bazoer zijn geblesseerde ploeggenoot Davy Klaassen moest vervangen voor de EK-kwalificatiewedstrijden met Kazachstan en Tsjechië. Het was voor Bazoer de eerste keer dat hij bij een selectie van het Nederlands elftal zat. Blind liet Bazoer op 13 november 2015 debuteren in het Nederlands Elftal. In de vriendschappelijke wedstrijd tegen Wales verving hij Jordy Clasie drie minuten voor tijd. In de eerste helft van 2016 speelde Bazoer nog vijf keer een oefeninterland voor het Nederlands elftal. Hierna raakte hij uit beeld voor dit elftal.
| Interlands van Riechedly Bazoer voor Nederland | Interlands van Riechedly Bazoer voor Nederland | Interlands van Riechedly Bazoer voor Nederland | Interlands van Riechedly Bazoer voor Nederland | Interlands van Riechedly Bazoer voor Nederland | Interlands van Riechedly Bazoer voor Nederland |
| №                                              | Datum                                          | Wedstrijd                                      | Uitslag                                        | Competitie                                     | Doelpunten                                     |
| Als speler bij Ajax                            | Als speler bij Ajax                            | Als speler bij Ajax                            | Als speler bij Ajax                            | Als speler bij Ajax                            | Als speler bij Ajax                            |
| ---------------------------------------------- | ---------------------------------------------- | ---------------------------------------------- | ---------------------------------------------- | ---------------------------------------------- | ---------------------------------------------- |
| 1.                                             | 13 november 2015                               | Wales – Nederland                              | 2 – 3                                          | Vriendschappelijk                              | 0                                              |
| 2.                                             | 25 maart 2016                                  | Nederland – Frankrijk                          | 2 – 3                                          | Vriendschappelijk                              | 0                                              |
| 3.                                             | 29 maart 2016                                  | Engeland – Nederland                           | 1 – 2                                          | Vriendschappelijk                              | 0                                              |
| 4.                                             | 27 mei 2016                                    | Ierland – Nederland                            | 1 – 1                                          | Vriendschappelijk                              | 0                                              |
| 5.                                             | 1 juni 2016                                    | Polen – Nederland                              | 1 – 2                                          | Vriendschappelijk                              | 0                                              |
| 6                                              | 4 juni 2016                                    | Oostenrijk – Nederland                         | 0 – 2                                          | Vriendschappelijk                              | 0                                              |

Bijgewerkt t/m 1 juni 2016

### Speelgerechtigd voor Curaçao
In januari 2013 meldde de krant Amigoe dat de Curaçaose voetbalbond FFK overwoog Bazoer uit te nodigen voor een kwalificatietoernooi voor het WK Voetbal onder de 20. Bazoer komt in verband met zijn Nederlandse nationaliteit en Curaçaose achtergrond ook voor het Curaçaos voetbalelftal in aanmerking.

## Erelijst
| Europees kampioenschap onder 17 | 1x | 2012 |

Persoonlijk
| Nederland                |    |         |
| Ajax Talent van het jaar | 1x | 2015/16 |